# Боривітер сейшельський
Боривітер сейшельський (Falco araeus) — вид хижих птахів родини соколових (Falconidae).

## Поширення
Ендемік Сейшельських островів. Станом на 2008 рік було зареєстровано 420—430 гніздових пар, більшість на острові Мае (плюс кілька на островах-супутниках Сент-Анн, Серф, Консепшен і Терез), 40-50 пар на острові Силует і кілька пар на Іль-дю-Норд і Праслен (після повторної інтродукції там у 1977 році). Існують часті записи з Ла-Діга, але немає доказів розмноження там. Принаймні одна пара також була спостережена на Фелісіте. Трапляється в лісах, чагарниках і сільськогосподарських угіддях, а також навколо скелястих скель і будинків.

## Опис
Дрібний птах, завдовжки 18-23 см і з розмахом крил 40-45 см. Крила відносно короткі і округлі. У дорослого самця верхні частини червонувато-коричневі з чорними плямами, а нижня частина бежева без плям. Голова і круп блакитно-сірі. Хвіст такого ж кольору з чорними смугами. Дзьоб темний, а ноги жовті. Самиці зовні схожі на самців, але трохи більші та блідіші.